# Пуян
Пуя́н (спрощ.: 濮阳; піньїнь: Púyáng) — міський округ у китайській провінції Хенань.

## Адміністративний поділ
Міський округ поділяється на 1 район і 5 повітів:
| Карта                                          | Карта   | Карта    | Карта            |
| ---------------------------------------------- | ------- | -------- | ---------------- |
| Наньле Цінфен ① Пуян Фань ② ① Хуалун ② Тайцянь |         |          |                  |
| Статус                                         | Назва   | Оригінал | Населення (2020) |
| Район                                          | Хуалун  | 华龙区   | 963 512          |
| Повіт                                          | Наньле  | 南乐县   | 476 557          |
| Повіт                                          | Пуян    | 濮阳县   | 968 721          |
| Повіт                                          | Тайцянь | 台前县   | 323 113          |
| Повіт                                          | Фань    | 范县     | 447 760          |
| Повіт                                          | Цінфен  | 清丰县   | 592 425          |